# Kościół San Nicola da Tolentino w Genui
Kościół San Nicola da Tolentino – rzymskokatolicki kościół w Genui pod wezwaniem św. Mikołaja z Tolentino. Jest kościołem parafialnym w parafii San Nicola da Tolentino należącej do dekanatu Casteletto w Archidiecezji Genui.

## Historia
Nel 1595 szlachcic Giovanni Moneglia podarował augustianom bosym działkę, aby mogli zbudować klasztor i kościół. W 1596 roku sporządzono akt notarialny. W roku następnym zaczęto przygotowywać teren pod budowę. Kościół, zaprojektowany przez Andreę Ceresola, znanego jako Vannone, został ukończony już w 1601 roku. W 1602 roku został otwarty do kultu, jednak w życiu zakonników szybko pojawiły się trudności, ponieważ nie uznawali oni patronatu Moneglii, a jedynie jego protektorat. Spory trwały również za czasów spadkobiercy Moneglia, Agostina Salvaga, który podjął nawet próbę zbrojnego zajęcia klasztoru. W 1810 roku zakonnicy zostali zmuszeni do porzucenia klasztoru z powodu likwidacji zakonów zarządzonej przez Napoleona. Do klasztoru mogli powrócić dopiero w 1818 roku. Jednak w 1859 roku musieli ponownie opuścić klasztor, tym razem na mocy ustawy uchwalonej przez włoski parlament. W 1921 roku profesor Giulio Marchi założył, w porozumieniu z zakonnikami, kolegium lub dom emerytów San Nicola. W 1939 roku kardynał Pietro Boetto erygował przy kościele w parafię.
Kościół radykalnie zmieniał swój wygląd na przestrzeni wieków na skutek licznych interwencji budowlanych; ostatnia miała miejsce w 1908 roku, kiedy odrestaurowano jego fasadę i wnętrze. 7 listopada 1942 roku, podczas ciężkiego bombardowania, kościół został w znacznej mierze zniszczony; poważnych zniszczeń doznał również klasztor. Kościół został przebudowany w latach 1945–1950 i rozbudowywany w latach 1964–1970. Po wybudowaniu w latach 1976–1977 nowej fasady został 7 czerwca 1980 roku konsekrowany przez kardynała Giuseppe Siri.

## Architektura
Dwuspadowa fasada, podzielona jest belkowaniem na dwie kondygnacje. Dolna kondygnacja jest rozczłonkowana pilastrami. Portal centralny flankują dwa wydłużone okna, oświetlające wnętrze. Pośrodku górnej kondygnacji znajduje się pojedyncze okno o nieregularnym kształcie.

## Wnętrze
Niewielkich rozmiarów wnętrze stanowi jedna nawa, sklepioną kolebkowo, ze stiukowymi dekoracjami w stylu rokoko i dużymi, bocznymi kaplicami bogatymi w detale z marmuru. Prezbiterium jest zakończone ma półkolistą apsydą.
Wśród zachowanych dzieł sztuki znajdują się: fresk Lazzara Tavarone na wewnętrznej ścianie fasady, drewniana grupa rzeźbiarska Św. Mikołaj z Matka Boską i duszami pokutującymi dłuta Pasquale Navone, posąg Madonna brzemienna, przypisywany Tommasowi Orsolino, obrazy Giovanniego Battisty Paggiego: Profanujący Świątynię i Wesele w Kanie, posąg Madonny dłuta Taddea Carlone i obraz Matka Boża Pocieszenia Bartolomea Guidobona. Obok prezbiterium znajdują się inkrustowane, marmuru portale z 1656 roku. W kościele zostali pochowani: rzeźbiarz Nicolò Traverso i Giacomo Mazzini, ojciec Giuseppe.